# گوکی شیچیدو

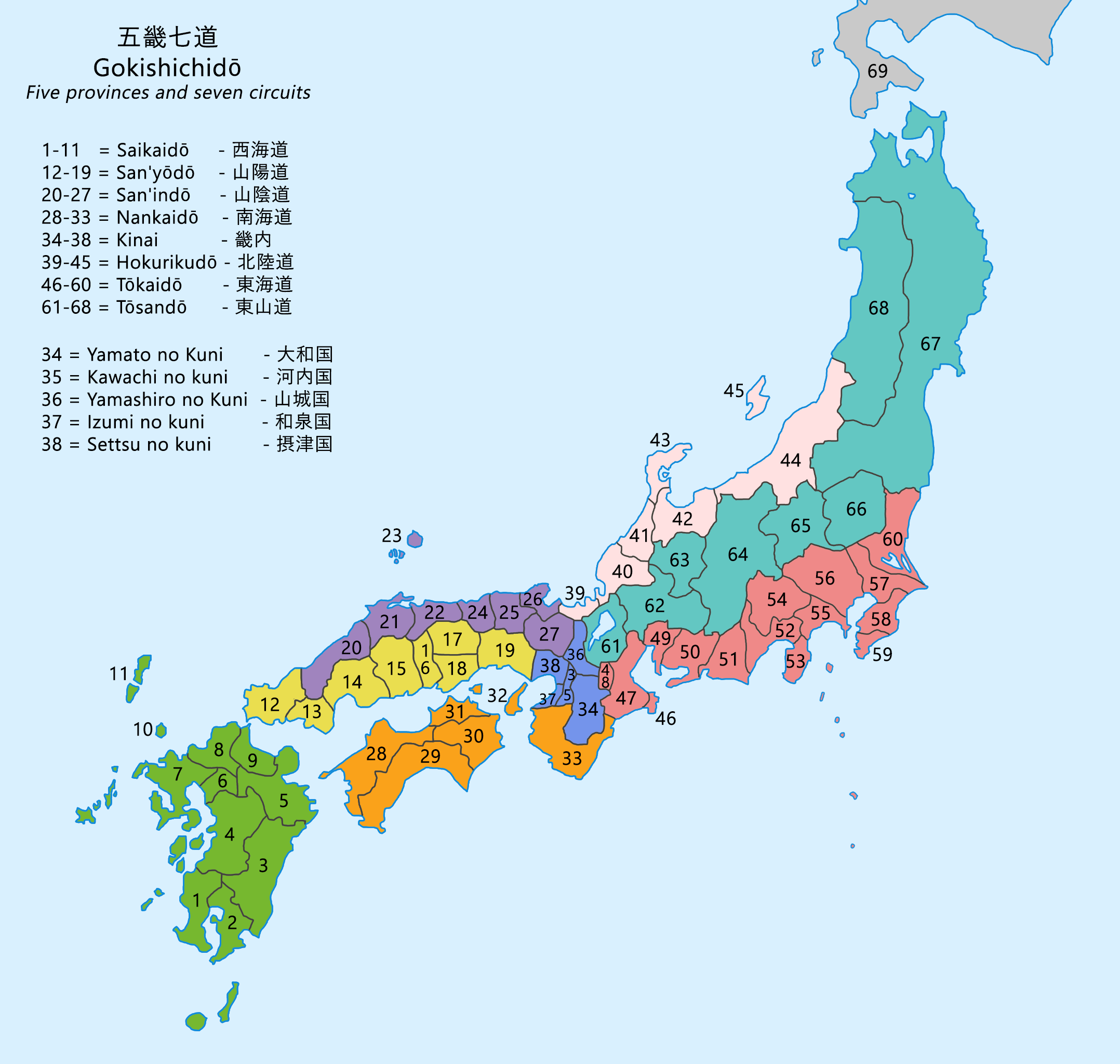
نقشه گوکی شیچیدو

گوکی شیچیدو (五畿七道)، کینای شیچیدو به معنای منطقه مرکزی و هفت منطقه دور از پایتخت (یا جاده)، نام تقسیمات کشوری در ژاپن در طی دوره آسوکا تا دوره موروماچی بود. هر چند از نظر ادامه و قرار گرفتن به عنوان یک واحد اداری پس از این دوره معنای خود را از دست داد ولی از نظر موجودیت به عنوان یک واحد جغرافیایی تا قرن نوزدهم اهمیت خود را حفظ کرد. گوکی شیچیدو شامل پنج ولایت در کینای یا نواحی اطراف پایتخت قدیم ژاپن و هفت منطقه دور از پایتخت بود همچنین هفت جاده اصلی که ارتباط این نواحی را با پایتخت برقرار می‌کرد نیز به همین نام بود. هنگامی که هوکایدو پس از شکست جمهوری ازو در سال ۱۸۶۹ به عنوان یک استان به ژاپن ملحق شد، این سیستم به‌طور خلاصه به نام به گوکی هاچیدو (五 畿 八道 Gokihachidō)، (منطقه مرکزی و هشت منطقه) تبدیل شد. این سیستم تا زمان لغو سیستم هان در سال ۱۸۷۱ م.  برقرار بود.

## کینای یا گوکی
کینای عبارت بود از ۵ ولایت شامل ولایتی که پایتخت امپراتوری (ابتدا «هیجو-کیو» در نارا (ژاپن))، سپس هی‌آن-کیو در کیوتو در آن قرار داشت و ولایت‌های اطراف پایتخت بود. این پنج ولایت عبارتند از:
- ولایت یاماتو (امروزه استان نارا)
- ولایت یاماشیرو (امروزه منطقه جنوب استان کیوتو، شامل شهر کیوتو)
- ولایت کاواچی (امروزه منطقه جنوب شرقی استان اوساکا)
- ولایت ستسو (امروزه منطقه شمال استان اوساکا، شمال شهر اوساکا، و مناطقی از استان هیوگو)
- ولایت ایزومی (امروزه منطقه جنوب استان اوساکا)

## هفت منطقه دور از پایتخت و همچنین هفت جاده همنام
هفت جاده «دُو dō»، هفت مناطق اداری در تقسیمات قدیم کشوری ژاپن است. همچنین با همین نام هفت جاده وجود داشتند که از جهات مختلف از منطقه کینای (اطراف پایتخت) فاصله داشتند. این هفت جاده پایتخت امپراتوری را بامراکز این هفت منطقه اداری اتصال می‌دادند. هفت جاده «دُو dō» عبارتند بودند از:
- توکایدو
- توساندو
- هوکوریکودو
- سان ایندو
- سان یودو
- نانکایدو
- سایکایدو